# Anomala dossidea
Anomala dossidea är en skalbaggsart som beskrevs av Ohaus 1925. Anomala dossidea ingår i släktet Anomala och familjen Rutelidae. Inga underarter finns listade i Catalogue of Life.